# Un cabaret al camp
Un cabaret al camp (títol original en francès, Les Folies fermières) és una pel·lícula de comèdia dramàtica francesa dirigida per Jean-Pierre Améris i estrenada el 2022. S'ha doblat i subtitulat al català central, i al valencià.

## Sinopsi
Un criador, a punt de perdre la seva granja, obre un cabaret per salvar-la.

## Repartiment
- Alban Ivanov: David
- Sabrina Ouazani: Bonnie
- Michèle Bernier: Mireille, la mare d'en David
- Bérengère Krief: Laëtitia, l'exdona d'en David
- Moussa Maaskri: Houari
- Guy Marchand: Léo, l'avi d'en David
- Philippe Benhamou: Dominique
- Lise Laffont: Line